# Werner Richter (Germanist)
Werner Richter (* 5. Mai 1887 in Berlin; † 19. September 1960 in Bonn) war ein deutscher Germanist, Wissenschaftspolitiker und Emigrant in der Zeit des Nationalsozialismus.

## Leben

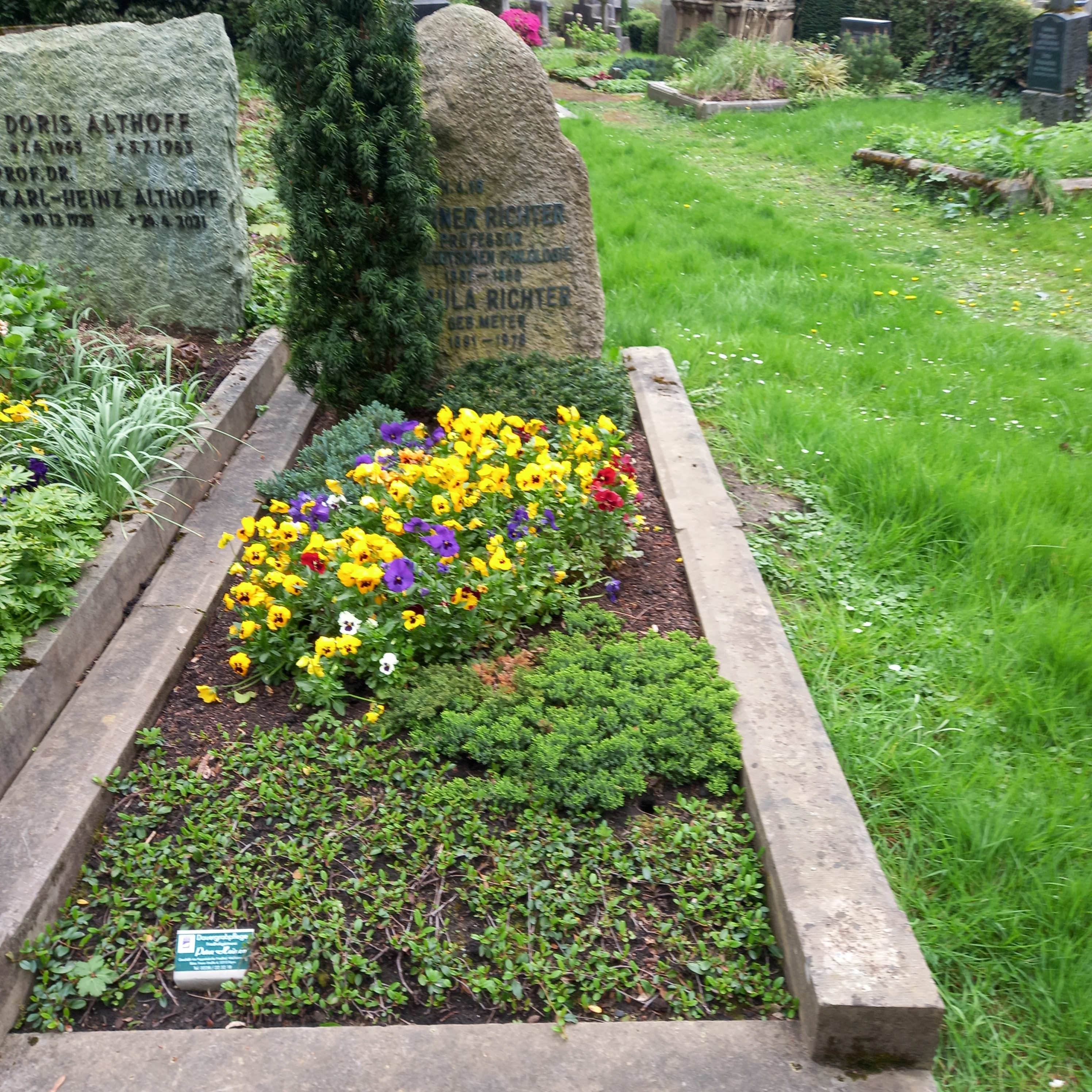
Das Grab von Werner Richter und seiner Ehefrau Ursula geborene Meyer auf dem Poppelsdorfer Friedhof in Bonn

Richter studierte Germanistik an den Universitäten Berlin, Marburg und Basel und habilitierte sich 1913 an der Universität Greifswald. Von 1916 bis 1917 lehrte er als Professor am Dârülfünûn in Konstantinopel und kehrte anschließend nach Greifswald zurück, wo er zum Professor für Germanistik ernannt wurde. 1919 wurde er zum außerordentlichen Professor ernannt und 1920 zum ordentlichen Professor. Allerdings wechselte er noch im Jahr 1920 als Ministerialrat, später Ministerialdirigent an das Preußische Kultusministerium, wo er an der Seite des langjährigen Ministers Carl Heinrich Becker die Reform der Hochschulverfassung in der Weimarer Republik mitgestaltete. Von 1925 bis 1932 war er Leiter der Hochschulabteilung im Kultusministerium. Danach schied er aus dem Ministerium aus. Nebenher lehrte er seit 1921 als Honorarprofessor an der Berliner Universität und wurde dort 1932 zum ordentlichen Professor ernannt. 
Richter war während der Weimarer Republik Mitglied der rechtsliberalen Deutschen Volkspartei. Von 1930 bis 1933 gehörte er auch dem Zentralvorstand dieser Partei an. Seinen politischen Standort beschrieb Richter 1930 in einem Brief als „sitzend zur Linken der Deutschen Volkspartei, so sehr, daß ich manchmal fürchten muß, von dieser Bank nach links hin herunterzufallen.“
Nach der Machtübernahme der Nationalsozialisten wurde Richter aufgrund seiner jüdischen Herkunft entlassen. Richter begann noch ein Theologiestudium in Basel und emigrierte 1939 in die USA, wo er einen Ruf an das Elmhurst College in Illinois erhalten hatte. Er hielt auch Vorlesungen an den Universitäten Yale, Madison, Berkeley und an theol. Institutionen. 1948 kehrte er als Gastprofessor nach Marburg und München zurück. Ein Jahr später wurde er auf den Lehrstuhl für Ältere Germanistik in Bonn berufen, wo er außerdem über Philosophie, Pädagogik und Theologie las. In den folgenden Jahren engagierte er sich für den Wiederaufbau der deutschen Wissenschaft und war unter anderem an der Wiederbegründung des Deutschen Akademischen Austauschdienstes (DAAD) und der Alexander-von-Humboldt-Stiftung beteiligt. Von 1951 bis 1953 war er Rektor der Bonner Universität und von 1954 bis 1958 schließlich Präsident des DAAD.

## Schriften (Auswahl)
- Liebeskampf 1630 und Schaubühne 1670. Ein Beitrag zur deutschen Theatergeschichte des 17. Jahrhunderts (Dissertation, ersch. 1910)
- Der Lanzelet des Ulrich von Zatzikhoven (1934)
- Reeducating Germany (1945)
- Die Zukunft der deutschen Universität (1949)
- Deutsche und angelsächsische Universitätsideale (1953)
- Was heißt und zu welchem Ende treibt man Kulturpolitik (1955)
- Wissenschaft und Geist in der Weimarer Republik (1958)

## Ehrungen
- Ehrensenator der Technischen Universität Berlin
- Großes Bundesverdienstkreuz mit Stern (1957)